# Рудник «Весёлый»
Рудник «Весёлый» — золотодобывающее предприятие в селе Сёйка Чойского района Республики Алтай. Основано в 1951 году геологом Сергеем Николаевым. Годовой объём добычи золота составляет около 500 кг. Промперсонал составляет 700 человек. Рудник является градообразующим предприятием в районе и даёт более 90 % годовой добычи золота Республики Алтай.
Предприятие является открытым акционерным обществом, акции обыкновенные именные. Ранее рудник принадлежал государству, но был продан ООО «Горнодобывающая компания «Сибирь»» за 111 млн рублей. Основной ресурсной базой рудника является Синюхинское золото-медное месторождение. Само месторождение расположено на Бийско-Кагунском водоразделе, является довольно крупным. Синюхинское месторождение разрабатывается рудником «Весёлым» начиная с начала 50-х годов XX века. Его основная продукция — золото в слитках, золото в отходах, серебро в слитках, медь в концентрате.
Еще в этом руднике добывают самое чистое золото 999 пробы 